# Guillaume Ferrus
Pour les articles homonymes, voir Ferrus.
Guillaume Marie André Ferrus, né le 2 septembre 1784 au Clot-du-Rif près de Château-Queyras, mort le 23 mars 1861 à Paris, est un médecin français, membre de l'Académie de médecine.
Il est chirurgien militaire durant les guerres napoléoniennes. Il est ensuite devenu disciple de Philippe Pinel et est considéré comme un psychiatre français important de la première moitié du XIXe siècle.

## Biographie
Guillaume Marie André Ferrus est né au Clos-du-Rif près de Château-Queyras. Son père, Guillaume Laurent Ferrus, avait commencé sa carrière comme avocat au Parlement de Grenoble, et était receveur des Traites à Briançon. À la naissance de Guillaume Marie André, sa mère, Madeleine Fantin (1752-1806), épouse de Guillaume Laurent, est en villégiature chez l'oncle de son mari, Guillaume Ferrus , à Château-Queyras.
À six ans, Guillaume Marie André Ferrus participe à la fête donnée, le 14 juillet 1790, sur le champ de mars de Briançon pour célébrer la fédération entre la garde nationale et le régiment d'Austrasie qui composait à cette époque la garnison de la ville fortifiée. Il est aux côtés de son père, orateur révolutionnaire devenu maire de Briançon au début de 1790. Avec son demi-frère ainé, Jean-Joseph, il est hissé sur l'autel de la patrie pour chanter la Marseillaise.
Son père, Guillaume Laurent Ferrus, est ensuite élu député des Hautes-Alpes à l'Assemblée législative (1791-1792). Mais lorsqu'il revient au négoce et à la gestion de son domaine briançonnais après un court séjour parisien, il se lance, en 1793 et 1794, dans la fourniture aux troupes du Dauphiné. Il est de ce fait largement ruiné lorsque sur décision du Directoire, l'assignat est abandonné, le 30 pluviôse, an IV de la République (19 février 1796).

### Éducation
Quand les revers de fortune de Guillaume Laurent mettent la famille en difficulté, c'est son oncle maternel, Antoine André Fantin, qui le prend avec Guillaume et se charge de son éducation à partir de l'âge de treize ans.
L'enfant est soumis à une sévère discipline: contraint d'assister comme aide, à toutes les opérations chirurgicales, il doit aussi se livrer à des travaux de dissection et d'anatomie.
Après deux années de stage à Briançon en qualité d'élève officier de santé, Guillaume Marie André Ferrus part à 15 ans pour Paris, pour y continuer des études médicales. Alexis Boyer, chirurgien célèbre, le prend sous sa protection et le confie à Joseph Récamier. Guillaume Marie André Ferrus assiste Récamier auprès des malades et s'initie aux pratiques de la clientèle. Le 15 février 1805, à 20 ans, il est en possession du diplôme de docteur en médecine avec une thèse soutenue le 11 pluviose an XII (31 janvier 1804) sur l'emploi de la suture.

### Médecin du Premier Empire
Grâce à une recommandation du baron d'Hauterive, le maréchal Bessières le fait admettre, le 1er vendémiaire an XIV, (23 septembre 1805), comme chirurgien de 3e classe (médecin aide-major), à l'ambulance de la garde impériale. C'est en cette qualité qu'il fait la campagne d'Austerlitz, le 2 décembre 1805. Il est nommé le premier mai 1806, à 21 ans, chirurgien de 2e classe de l'ambulance impériale auprès des vélites des chasseurs à cheval de la garde.
Dès son entrée dans la chirurgie militaire, Guillaume Marie André Ferrus a été constamment sur les champs de bataille : après Austerlitz, à Eylau (8 février 1807), en Espagne où il est promu chirurgien-major, le 25 septembre 1808, pour la campagne d'Allemagne et d'Autriche pendant laquelle il est décoré à Wagram (5-6 juillet 1809) de la Légion d'honneur de la main même de l'Empereur pour action d'éclat et enfin pour la campagne de Russie (1812) dont il revient avec les orteils gelés. Retraité comme chirurgien-major, le 4 janvier 1815, il reprend du service pendant les Cent Jours et assiste le 18 juin 1815 à la bataille de Waterloo à 31 ans. Ce fut le dernier acte de sa carrière médicale dans le service militaire.

### Aliéniste
Rendu à la vie civile, Guillaume Marie André Ferrus se consacre à l'étude de l'aliénation mentale. Son ami et collègue Léon Rostan le présente à Philippe Pinel. Il obtient le poste de médecin adjoint de Philippe Pinel à l'hospice de la Salpêtrière en 1819. À cause de ses opinions libérales et de son intimité avec Jacques-Antoine Manuel, membre influent de l'opposition à Louis XVIII, il était soupçonné d'être membre de la Charbonnerie qui recrutait, dans sa tendance bonapartiste, parmi les régiments de l'ancienne « Grande Armée ».
Pour conserver sa croix de chevalier de la Légion d'honneur, il signe, le 9 novembre 1816, un nouveau serment qui commence par « Je jure d'être fidèle au ROI, [en majuscules dans le texte], à l'honneur et à la Patrie [...] ».
Associé résidant de l'Académie de médecine en 1823, il est nommé médecin chef de Bicêtre (division des aliénés) le 18 février 1826 et succède à Étienne Pariset.
Il est le père[Quoi ?] de la maison de santé de Préfargier en Suisse, construite avec le concours de l'architecte parisien Pierre Philippon .

### Bourgeois parisien
Dès que son existence matérielle est assurée, Guillaume Marie André Ferrus fait venir auprès de lui sa famille, en particulier sa tante, Marie Anne Ferrus, veuve d'André Fantin. Guillaume Marie André Ferrus se marie en décembre 1826 avec Berthe-Juliette Dubois, (née le 2 avril 1797-1849), fille du baron Antoine Dubois.
« Ferrus était d'une taille au-dessous de la moyenne- Un visage soigneusement rasé, des yeux vifs, un aspect jovial, donnaient à sa physionomie quelque chose de rabelaisien. Son épouse, ses hautes fonctions, sa réputation de clinicien consommé, avaient fait sortir son nom des limites du monde scientifique, et il était devenu l'un des consultants les plus recherchés [de Paris]. Une étroite amitié, remontant à leurs activités sous l'Empire, l'unissait à Rostan, et on les voyait fréquemment ensemble- Ils formaient cependant un frappant contraste. Rostan était un praticien de la vieille roche, au port majestueux et d'une rare distinction; il marchait ordinairement la tête découverte, et le chapeau à la main. Ferrus, au contraire, redoutait les névralgies, et quand il se trouvait chez un ami, demandait souvent la permission de conserver sa coiffure ».
Son cabinet et son appartement parisien étaient au 5 rue des Beaux-Arts (sixième arrondissement)

### Médecin-chef à Bicêtre
Dès son arrivée à l'hôpital Bicêtre, Guillaume Marie André Ferrus entreprend de réformer les conditions d'internement des aliénés valides. Il fait démolir par les aliénés eux-mêmes quatre-vingt-seize cellules insalubres destinées jadis aux criminels. Il est envoyé la même année en mission pour étudier le traitement réservé aux fous en Angleterre et ses notes de voyage serviront de base à son ouvrage intitulé Des Aliénés... qu'il fera publier en 1834.
Nommé médecin consultant du roi le 18 mai 1832, il devient membre du conseil supérieur de santé le 28 janvier 1833, membre titulaire de l'Académie de médecine en 1834. C'est aussi à ce moment que, partisan résolu du travail et surtout du travail agricole pour le traitement des aliénés, il transforme la ferme Sainte-Anne, faisant preuve de ses qualités d'organisateur et d'administrateur.
« La ferme Sainte-Anne était une propriété appartenant à l'hôpital de Bicêtre et située à trois kilomètres environ de cet établissement. Ferrus eut l'idée de livrer la culture de cette ferme aux aliénés convalescents de Bicêtre et, fort des premiers succès, de les y établir à demeure. La ferme fut livrée aux aliénés dans un état de délabrement extrême les bâtiments menaçaient ruine, le terrain était en grande partie inculte un nivellement s'imposait si l'on voulait tenter une culture rationnelle et générale.
Ferrus sut bien vite trouver dans sa colonie de malades des maçons, des charpentiers, des couvreurs, des menuisiers, des serruriers, des peintres. Sous la main des artisans aliénés tout se transforma bientôt les bâtiments de la ferme furent réparés, des dortoirs créés, des réfectoires et des ateliers établis. Les terres cultivées à la bêche produisirent d'abondantes récoltes; des pelouses remplacèrent les fondrières de jadis et bientôt le travail ne pouvant suffire au désir de ses ouvriers, il fallut créer une blanchisserie de toiles et des ateliers pour nettoyer et réapprêter toutes les couvertures de laine des hospices de Paris. L'état sanitaire de la division des aliénés et la tenue générale des malades avaient infiniment gagné à cette organisation du travail les guérisons étaient devenues plus rapides, les rechutes plus rares ».
Une violente controverse devait opposer Leuret, partisan de traitements par l'intimidation et la crainte, à Voisin, plus respectueux de la pratique instaurée par Ferrus des travaux manuels et d'une discipline moins sévère pour l'époque. En 1844, les articles à charge sur le régime auquel était soumis les aliénés de l'hospice de Bicètre signés par Égiste Lisle dans la Gazette médicale de Paris, étaient publiquement réfutés dans la même revue par Eugène Billod.

### Expert et président de l'Académie de médecine
Le 1er octobre 1835, Guillaume Ferrus occupe le sommet de la hiérarchie dans la médecine aliéniste: il est nommé inspecteur général de tous les établissements d'aliénés de France.
À ce titre, il participe avec Pinel, Esquirol et Falret à l'élaboration de la Loi du 30 juin 1838 sur les aliénés (présentée par Adrien de Gasparin), qui porte la marque de son refus de l'enfermement à tout prix. Le 30 avril 1840, il est promu au grade d'officier dans l'Ordre royal de la Légion d'honneur. Quelques années plus tard, en 1844, il est élu président de l'Académie de médecine.
Fidèle à la rive gauche, il déménage alors d'une centaine de mètres pour s'installer au 3 quai Malaquais, à l'angle de la rue de Seine et à proximité immédiate de l'Institut de France. Le 4 juin 1845, le ministre de l'Intérieur Tanneguy Duchâtel ajoute à l'inspection générale des asiles d'aliénés, celle des maisons centrales de détention (ensuite service sanitaire des prisons).
Guillaume Ferrus publie plusieurs ouvrages sur les prisons et la réforme pénitentiaire alors que s‘ouvre la prison cellulaire de Mazas, en face de la gare de Lyon, et que l‘administration introduit le casier judiciaire, notamment Des prisonniers, de l'emprisonnement et des prisons (1850) et De l'expatriation pénitentiaire (1853) qui exposent ses vues sur la criminologie et sur la réforme des lieux de détention.
En 1847, il est l'un des membres fondateurs de la Société des annales médico-psychologiques dont il préside le bureau en 1852. Il est également membre des académies de médecine de Belgique et de Milan.
Veuf en 1849, il est promu, le 9 février 1859, commandeur de la Légion d'honneur sur proposition du ministre de l'intérieur et pour la troisième fois jure fidélité, cette fois-là à Napoléon III. Il est élu membre du conseil de l'Académie impériale de médecine pour 1860
Frappé de plusieurs attaques successives, dont une à la sortie de la séance de l'Académie, il meurt le 23 mars 1861.
Dans la notice qu'il avait fait publier dès 1817 sur son maître Jean-Nicolas Corvisart, Ferrus avait décrit son propre idéal : « L'éloge d'un médecin ne peut être que l'histoire de sa vie ; car il est dans l'essence de cette profession que celui qui l'exerce s'y dévoue tout entier, y consacre toutes ses facultés, tous les moments de son existence. »

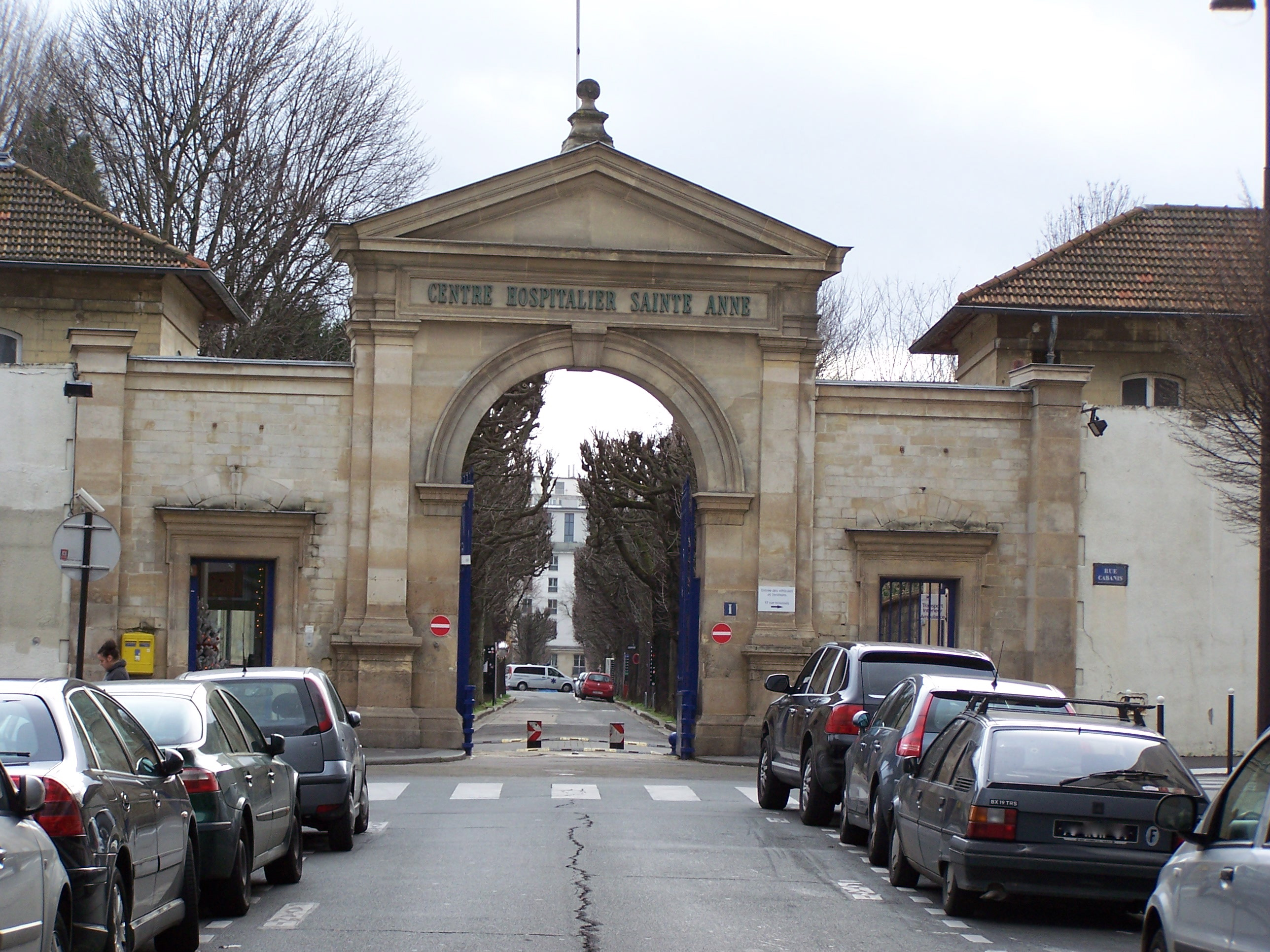
Entrée de Sainte-Anne.

La rue qui porte son nom dans le quatorzième arrondissement de Paris va du 3 du boulevard Saint-Jacques au 6 de la rue Cabanis..

## Distinctions
- Commandeur de la Légion d'honneur (décret du 9 février 1859). Il est nommé chevalier en 1809 et promu officier en 1840.

## Publications
- Essai sur l'emploi de la suture /  Thèse de médecine (11 pluviôse an XII - 31 janvier 1804), Didot, (Paris)
- Notice historique sur J.-N. Corvisart, (1817), impr. de Ch. Dezauche (Paris) et (1821), impr. de P.-N. Rougeron (Paris)
- Notice historique sur Le Docteur Esparron (1818)  impr. de P.-N. Rougeron (Paris)
- Rapport médico-légal sur un cas douteux de folie; Gazette médicale de Paris : journal de médecine et des sciences accessoires, 26 février 1831, série 1, tome 2, no 9, p. 76-81.
- Des Aliénés, considérations : 1° sur l'état des maisons qui leur sont destinées tant en France qu'en Angleterre, sur la nécessité d'en créer de nouvelles en France et sur le mode de construction de ces maisons; 2° sur le régime hygiénique et moral auquel ces malades doivent être soumis; 3° sur quelques questions de médecine légale ou de législation relatives à leur état civil. (1834), Mme Huzard (Paris)
- Notice historique sur L.-Th. Biett (1840) Mémoires de l’Académie royale de Médecine, tome 8, p. 41-5
- Des prisonniers, de l'emprisonnement et des prisons, (1850), Germer- Baillière, Labé et J. B. Baillière (Paris)
- Mémoire sur le goitre et le crétinisme, (1851), J.-B. Baillière, Bulletin de l'Académie nationale de médecine, Tome 16, Année 15, (1850) p. 200-282 (séance du 31 décembre 1850)
- De la Surdi-mutité, discours prononcé à l'Académie Impériale de médecine (1853) J.-B. Baillière (Paris); Bulletin de l'Académie impériale de médecine, T. XVIII. Séance du 31 mai 1853
- De la Réforme pénitentiaire en Angleterre et en France, travail faisant suite à l'ouvrage Des Prisonniers, de l'emprisonnement et des prisons (1853) Germer-Baillière (Paris)
- De l'Expatriation pénitentiaire, pour faire suite à l'ouvrage des prisonniers, de l'emprisonnement et des prisons (1853) Germer-Baillière (Paris)
- La loi de 1838 sur les aliénés.Volume I. L’élaboration. (1837-1838). - Volume II. L’application (1838-1857) avec Jean-Pierre Falret, Jean-Étienne-Dominique Esquirol, Adéodat Faivre. Réédité à Paris en 1988 dans la collection Insania chez Frénésie Éditions  (ISBN 2-906225-11-8) et   (ISBN 2-906225-12-6)
- De l'idiotisme ou idiotie, 1891, Le Progrès médical.